# 王自衡
王自衡（1896年—1939年3月），中华民国陆军少将，山东桓台人，山东省保安第24旅旅长兼国民党桓台县党委书记，为人清贫朴素，为官清廉正直，为将国先家后。1939年3月在对日作战中阵亡。

## 生平
1896年，王自衡出生于桓台县新城昝家庄，自幼家境贫寒，早年入私塾读书，考入国民政府山东省警监学校。1928年，王自衡担任国民党桓台县特别区党部组训干事，1931年任章丘县公安局局长。
1937年冬，日军逼近山东，时山东省主席韩复榘不战而逃，日军兵不血刃占领济南。面对残局，桓台县有志之士共同组织起了抗日游击队，并推举前县警备队队长胡凤林为抗日游击队司令，成为国民政府别动总队华北第13游击支队第12梯队。抗日游击队建立之初，桓台县的高级知识分子都不愿意参加，只有王自衡闻讯欣然投笔从戎，成为胡凤林的幕僚。作为幕僚，王自衡展现出了惊人的才华，在其努力下，12梯队赢得了民心，许多原本不愿意参加抗日游击队的高级知识分子成为了12梯队的一份子。
1938年6月，王自衡随胡凤林带领12梯队的两个大队，开赴桓台县东南乡的山区一带驻扎。由于表现出色，王自衡升任为12梯队副司令，地位仅次于胡凤林。9月24日，日军集中兵力，在花山与12梯队展开激战，12梯队受到严重损失，胡凤林阵亡。1939年1月，王自衡任12梯队司令，时任国民党山东省政府主席、山东省保安总司令的沈鸿烈将“12梯队”改编为“山东省保安第二十四旅”，王自衡任少将旅长。
1939年3月18日，24旅被日军围困，王自衡率部突围，在突围途中不幸中弹殉国，时年43岁。